# Romancing SaGa 3
Romancing SaGa 3 (яп. ロマンシング サ・ガ Романсингу СаГа Сури:) — японская ролевая игра, разработанная и выпущенная компанией Square для приставки Super Nintendo Entertainment System в ноябре 1995 года. Издавалась исключительно на территории Японии и только на японском языке, представляет собой пятую часть серии схожих игр SaGa. В 2010 году была загружена в сервис Virtual Console, позволяющий сыграть в неё на консоли Wii.

## Геймплей
Геймплей традиционен для большинства японских ролевых игр того времени, хотя и отличается рядом радикальных нововведений. В частности, персонажи не имеют уровней — их персональные характеристики изменяются после каждого сражения, в зависимости участия героя в той или иной битве. Помимо обычной шкалы здоровья HP у персонажей есть также очки жизни LP, в случае полной потери которых персонаж покидает отряд и позже может быть нанят вновь. Это не распространяется на главного героя, в случае его гибели игра сразу же заканчивается проигрышем. Присутствует система улучшения оружия, а также системы изучения и развития заклинаний. Кроме обычных сражений между персонажами, игроку также предоставляется возможность поучаствовать в баталиях между армиями, управляя большими отрядами солдат в ходе различных военных кампаний.
Представленный в Romancing SaGa 3 вымышленный мир построен на так называемом «смертоносном затмении», катаклизме, который происходит раз в 300 лет и убивает все живые создания: мужчин, женщин, детей, животных, растения и даже рыскающих повсюду свирепых монстров. Каждый раз выживает лишь один-единственный ребёнок, избранный велением судьбы. 600 лет назад такой ребёнок стал злым повелителем тьмы, во время следующего затмения избранный стал святым королём и победил демона. Приближается очередная катастрофа и никто не знает, кем станет выживший, злодеем или благодетелем. Сюжет описывает приключения восьмерых персонажей — сценарий один для всех, и в ходе повествования они обязательно собираются в одну команду. Принцесса Моника случайно узнаёт о революционных планах барона-предателя, который намеревается свергнуть с престола её брата, маркиза Михаэля. Она отправляется в путь, чтобы как можно скорее предупредить брата, но теряет лошадь и вынуждена остановиться в гостинице небольшого городка. Там к принцессе присоединяются другие персонажи, согласившиеся помочь ей добраться до цели, однако по прибытии протагонисты узнают, что гражданская война уже началась.

## Разработка
Руководителем проекта, как и прежде, выступил геймдизайнер Акитоси Кавадзу, музыку для саундтрека сочинил композитор Кэндзи Ито, роль главного художника по-прежнему взял на себя Томоми Кобаяси.

## Продажи игры
По состоянию на март 2003 года мировые продажи Romancing SaGa 3 составили 1,3 млн копий.